# برنت (اکلاهما)
برنت(به انگلیسی: Brent) شهری در ایالت اکلاهما کشور ایالات متحده آمریکا است که جمعیت آن در سرشماری سال ۲۰۱۰ میلادی، ۷۱۶ نفر بوده‌است.